# Овчинников, Алексей Юрьевич
Алексей Юрьевич Овчи́нников (род. 21 августа 1974, Ковров, Владимирская область, СССР) — российский общественный деятель, исследователь, альпинист, кандидат медицинских наук. Проректор Российского университета транспорта с 2 марта 2021 года.

## Биография
Родился в семье военного инженера-конструктора.

### Образование
В 1997 году окончил Ивановскую медицинскую академию по специальности «Лечебное дело», два года спустя там же получил свидетельство клинического ординатора, успешно закончил обучение в аспирантуре, кандидат медицинских наук.
В 2011 году получил диплом магистра в Российской Академии народного хозяйства и государственной службы при Президенте РФ по специальности «Общий и стратегический менеджмент».

### Работа
В 2006—2014 годах — ведущий эксперт Института технологий образования Российской Академии народного хозяйства и государственной службы при Президенте РФ.
В 2006—2014 годах — исполнительный директор Федерации Альпинизма России.
С 2006 года — директор автономной некоммерческой организации дополнительного профессионального образования «Высшая горная школа».
С 2016 года — директор Центра развития профессионального образования Московского политехнического университета.
С 2019 — директор Московского филиала Межрегионального института повышения квалификации специалистов профессионального образования.
С 2020 года — начальник Управления развития профессионального образования, проректор Российского университета транспорта.

## Награды
- почётная грамота Губернатора Ивановской области;
- почётная грамота Министерства образования Российской Федерации, специальный приз во всероссийском конкурсе «СМИ-новое поколение», номинация «Журналистское расследование»;
- почётная грамота Главы совета депутатов города Иваново;
- медаль Министерства обороны РФ «За укрепление боевого содружества»[5];
- медаль Воздушно-десантных войск России «За службу на Северном Кавказе»;[6]
- благодарность Главнокомандующего внутренними войсками МВД России;
- нагрудный знак внутренних войск МВД России «За отличие в службе» II ст.;
- медаль Министерства внутренних дел РФ «200 лет внутренним войскам МВД России», пр. от 08.11.2011 г.; Архивная копия от 2 сентября 2019 на Wayback Machine
- медаль Министерства по чрезвычайным ситуациям РФ «За пропаганду спасательного дела»;
- нагрудный знак внутренних войск МВД РФ «За отличие в службе» I ст.,;
- медаль Министерства по чрезвычайным ситуациям РФ «Маршал Василий Чуйков»; Архивная копия от 27 апреля 2020 на Wayback Machine
- благодарность начальника службы специального назначения Центра специального назначения ФСБ России;
- благодарность Министра спорта Российской Федерации;
- диплом АНО "Оргкомитет «Сочи 2014»;
- медаль Министерства по чрезвычайным ситуациям РФ «За содружество во имя спасения»;
- благодарность Главнокомандующего внутренними войсками МВД России;
- медаль «10 лет Российскому союзу спасателей» Общероссийской общественной организации «Российский союз спасателей»;
- медаль «100 лет Великой октябрьской социалистической революции»;
- благодарность АНО «Агентство стратегических инициатив по продвижению новых проектов»;
- благодарственное письмо Министерства просвещения Российской Федерации за вклад в развития системы среднего профессионального образования России.